# Juan de Herrera y Sotomayor
Juan de Herrera y Sotomayor (siglo XVII-Cartagena de Indias, 1732) fue un militar, brigadier e ingeniero militar español, fundador de la primera academia de matemáticas de Cartagena de Indias, que duró hasta su muerte. 

## Biografía
Ingresó como soldado en 1667, sirviendo con Juan Álvarez de Toledo Portugal y en otros destinos como el Alcázar de Toledo, alcanzando en 1676 el grado de alférez. El 1681 es destinado como teniente al presidio de Buenos Aires, obteniendo el cargo de guardia del Gobernador en 1682 en Chile. En 1684 comenzó su trabajo como ingeniero voluntario en las fortificaciones de Valdivia, Maldonado y Valparaíso. Desde entonces, viajó en varias ocasiones a España para presentar al Consejo de Indias la relación de obras de fortificación necesarias. 
Obtuvo los encargos para hacer el trazado el plano del puerto y fortificaciones de La Habana (1693) y Matanzas (1696). Para contrarrestar la colaboración de los cunas con los intereses anexionistas de los ingleses desde la colonia de Jamaica para la fundación de Nueva Calidonia, le fueron encomendados proyectos de fortificación en la región de Darién. 
Llegó a Cartagena de Indias desde en 1699 como ingeniero de obras para el gobernador Juan Díaz Pimienta y Zaldívar, hasta la fecha de su muerte, en 1732. Durante su carrera llevó a cabo las obras de fortificación de Cartagena, principal puerto neogranadino, que comprendían no solo su refuerzo o reconstrucción, sino también su modernización. Entre sus obras se encuentra el fuerte San José, la reconstrucción del fuerte de San Luis tras el ataque del barón de Pointis en 1697, baterías en el castillo de San Felipe de Barajas, batería de Baradero, castillo de Santa Cruz, fuerte de Manzanillo, baterías en isla Carex y baterías en el fuerte San José. Algunas de estas obras de Herrera y Sotomayor estaban en curso durante el notoriamente fallido ataque de la flota inglesa de Vernon sobre Cartagena de Indias de 1741.
Su experiencia y reconocimiento le valieron la realización de los planos de la ciudad de Panamá (1716), realizar el plano de la ciudad de Portobelo (1716) y, trazar el plano de la ciudad y la bahía de Cartagena (1730). Además, realizó el plano hidrográfico de la costa de la provincia de Cartagena.
En 1730 fundó la Academia de Matemáticas y Práctica de Fortificación, institución de ingeniería de vida efímera pionera en América.